# L'Enfance nue
Pour plus de détails, voir Fiche technique et Distribution.
L'Enfance nue est un film français réalisé par Maurice Pialat, sorti en 1968. 
Premier long métrage de Maurice Pialat, L'Enfance nue est produit par les cinéastes Véra Belmont, Claude Berri, Mag Bodard et François Truffaut

## Synopsis
Trimballé de famille en famille, François est un enfant de l'assistance dit difficile. Il s'illustre par ses bêtises : il jette un chat dans un escalier, la pauvre bête finit par mourir de ses blessures. Il semble enfin trouver la stabilité lorsqu'il est accueilli par un vieux couple, Pépère et Mémère, qui accueille déjà un enfant de l'Assistance, Raoul. Dans cette famille, il s'attache énormément à la vieille grand-mère, qui malheureusement décède. Après avoir provoqué un accident en jetant des tire-fonds de chemin de fer sur une voiture, il est renvoyé dans un centre…

## Fiche technique
- Réalisation : Maurice Pialat[2]
- Scénario : Maurice Pialat, Arlette Langmann
- Photographie : Claude Beausoleil
- Son : Henri Moline
- Montage : Arlette Langmann
- Production : Véra Belmont, Guy Benier, Claude Berri, Mag Bodard, François Truffaut
- Sociétés de production : Parc Film, Films du Carosse, Renn Productions, Parafrance Films
- Société de distribution : Parafrance Films
- Genre : Drame psychologique
- Durée : 83 minutes
- Dates de sortie :
  - Italie : 27 août 1968 (Mostra de Venise)
  - France : 22 janvier 1969

## Distribution
- Michel Tarrazon : François
- Raoul Billerey : Roby
- Maurice Coussonneau : Letillon
- Pierrette Deplanque : Josette
- Linda Gutemberg : Simone
- Marie-Louise Thierry : Madame Minguet dite « Mémère »
- René Thierry[3] : Monsieur Minguet dit « Pépère »
- Marie Marc : Mémée
- Henri Puff : Raoul

## Lieu de tournage
Le film a été tourné dans le Pas-de-Calais : Hénin-Liétard, Lens.

## Récompenses et distinctions
- Compétition officielle Mostra de Venise 1968
- Le film remporte le Prix Jean-Vigo en 1969.

## Réception critique
Le critique Olivier Père considère qu'il s'agit d'« un des films les plus justes et d'un des plus déchirants consacré à l'enfance. »